# Патенты и программное обеспечение
Патенты на программное обеспечение (или программные патенты; англ. software patents), также патенты на вычислительные идеи (англ. computational idea patents) — патенты на математические и алгоритмические методы, содержащиеся в программном обеспечении; или (по определению, предложенному Фондом за свободную информационную инфраструктуру) «патент на что‐либо, выполняемое компьютером посредством программного обеспечения».
Аргументы защитников программных патентов таковы:
1. Защита сложного ПО от подражателей, которым не нужно тратить время и деньги на проектные работы.
2. Защита изобретателей-одиночек от крупных компаний.
3. Благодаря труднодоступности запатентованных технологий появляются технологии более совершенные.

## Механизмы правовой защиты ПО
Национальная (внутригосударственная охрана)
Программы и базы данных защищаются в основном авторским правом. Это даёт конкретной реализации программы правовую охрану от несанкционированного использования. В большинстве стран срок такой охраны составляет 70 лет со дня смерти автора. Государственная регистрация программ для ЭВМ и баз данных регулируется статьей Статья 1262 Гражданского Кодекса РФ.
В некоторых странах разрешено охранять ПО с помощью механизмов патентного права, в рамках которых на графические интерфейсы программ оформляются патенты на промышленные образцы (дизайнерские патенты в зарубежной терминологии), а идеи и алгоритмы, лежащие в основе программ, патентуются как изобретения или полезные модели. Поскольку патенты на полезные модели выдаются только на устройства, то для патентования программы оформляют патент на компьютерное устройство, выполняющее функции патентуемой программы. Программные патенты на изобретения выдаются на 20 лет, патенты на полезные модели и промышленные образцы - на более короткий срок, но при этом защищают идеи, заложенные в реализации данной технологии.

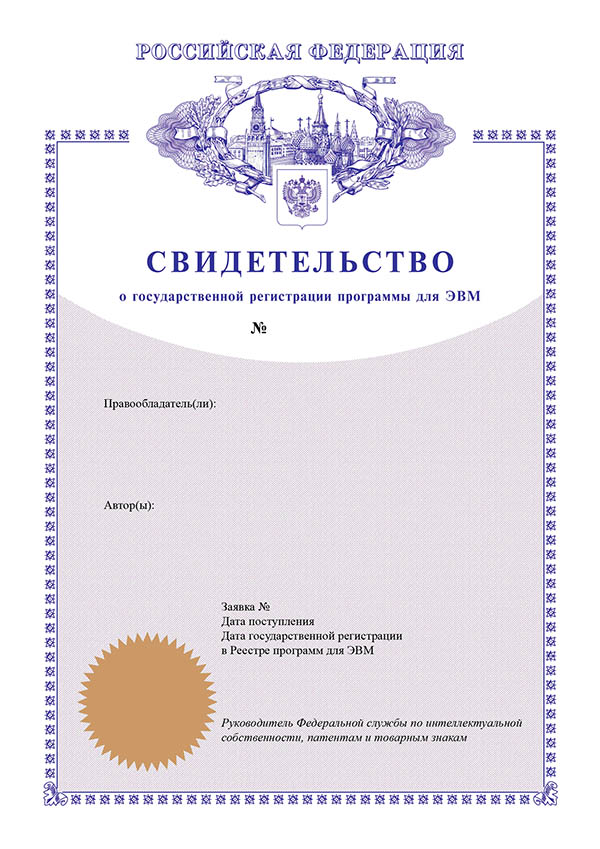
Форма свидетельства о государственной регистрации программы для ЭВМ (Россия)

Примечательно, что, несмотря на общее для Украины, России, Казахстана и США членство в ВТО, определения «компьютерной программы» и установленных режимов её охраны различаются. Так, если на Украине, в США и Казахстане речь идет о наборе «инструкций», «цифр», «кодов», «символов», то в законодательстве России и Таджикистана также упоминаются «порождаемые ею аудиовизуальные отображения». Для России и Казахстана процедура регистрации компьютерной программы в специальной базе программ для ЭВМ является общей, на Украине право регистрации отсутствует. Так, на Украине нет специального реестра программ для ЭВМ, поэтому программы могут быть «зарегистрированы» сугубо как «литературные произведения».
Для России, Украины, Таджикистана и Казахстана общим является расширительное толкование «компьютерной программы» как «операционной системы», что свидетельствует о том, что эти государства стремятся создать правовую базу для охраны компьютерных программ в широком смысле, но в силу определенных обстоятельств такая охрана не имеет формы патента, а потому малоэффективна. Напротив, в США «компьютерная программа» трактуется абстрактно, без ссылок на «операционные системы» и «аудиовизуальные отображения», что не влияет на установление или запрет её патентования, которое разрешено в США при соблюдении ряда условий .
При сравнении режимов охраны «компьютерных программ» на Украине, в России, Казахстане и США можно наблюдать гораздо больший диссонанс. Так, например, несмотря на то, что режим охраны компьютерных программ как «литературных произведений» закреплен в законодательстве России, Украины, Таджикистана и США, в Казахстане такое положение отсутствует, но и там компьютерные программы не патентуются, а только регистрируются. Для США же охрана компьютерных программ как литературных произведений очевидно является второстепенной в сравнении с патентной охраной.
Международно-правовая охрана в рамках ВТО/ВОИС
Международно-правовая охрана компьютерных программ возможна по двум различным правовым режимам — режиму, применяемому к литературным произведениям (ст.10 ТРИПС) и режиму, который применяется к патентам (ст. 27 ТРИПС). В первом случае программа идентифицируется по тексту кода (см. Бернская конвенция), в другом - по признакам, применяемым к изобретениям, предлагаемым для патентования (нужно доказать «инновационность», «новизну», и «коммерческую пригодность» (в США также «неочевидность» и «полноту описания»).
Правовая дисфункция охраны компьютерных программ содержится в ст. 10 Соглашения ТРИПС, где указывается, что компьютерные программы охраняются подобно литературным произведениям. При этом ст. 27 ТРИПС указывает, что патенты выдаются для всех изобретений вне зависимости от того, «процессы» это или «продукты». Обращает на себя внимание отсутствие как в ст. 10, так и в ст. 27 ТРИПС какого-либо упоминания компьютерных программ как возможных патентопригодных изобретений. Вероятно, что квалификация правового режима охраны «компьютерных программ» как «литературных произведений», указанная в ст.10 ТРИПС, была принята странами-переговорщиками на уругвайском раунде торговых переговоров научно-технического уровня, достигнутого в данной сфере.
Таким образом, если в начале 1990-х годов компьютерные программы в основной массе не были оснащены графическим интерфейсом и не имели видео- аудиоотображения, имеющего явные признаки самостоятельного объекта охраны, то сегодня заложенный в ТРИПС правовой режим охраны «компьютерной программы» не эффективен по двум причинам. Во-первых, существующая охрана по «тексту/коду» позволяет обходить формальные запреты на недобросовестную конкуренцию и фактически узаконивает промышленный шпионаж путем декомпиляции (обратной разработки) компьютерной программы. Во-вторых, предусмотренный режим не распространяется на «графические», «функциональные» или «аудио-видео» элементы программы, которые компьютерная программа имеет, в отличие от литературных произведений. То есть, установив охрану только над исходным кодом программы, невозможно защитить имитацию вышеприведенных ее функциональных элементов. Напротив, сегодня под «компьютерной программой» понимают и «драйвер», и «аудиовизуальное отображение», и «операционную систему», и даже остаточный материал (например, отрывок кода или скрипта), но, согласно ТРИПС, охране подлежит только текст, код, символ.

## Патенты на ПО в разных странах
Несмотря на то, что такие патенты долгое время называются «патентами на ПО» (перевод несколько менее конкретного, но всё же способного ввести в заблуждение «software patent»), речь идёт о патентах на то, что может делаться посредством программ на компьютере общего назначения, а не на какие‐то отдельные программы сами по себе. Поэтому Ричард Столлман предложил называть их «патентами на вычислительные идеи» (англ. computational idea patents).
В Европе и в России патенты в прямом смысле «на ПО» формально недействительны. Статья 52 Европейской патентной конвенции прямо запрещает патентование программ для ЭВМ. В России также запрещено патентование непосредственно программ для ЭВМ.
Патенты на вычислительные идеи действуют как минимум в США, некоторых европейских странах, Южной Корее.

### США
Технически первым патентом на программного обеспечение в США был патент № 3,380,029, выданный 23.04.1968 Мартину Готсу (англ. Martin A. Goetz). Однако, полноценная правовая доктрина патентования компьютерных программ в США была сформирована лишь в 1980-х в результате ряда судебных прецедентов (англ. Gottschalk v. Benson; Diamond v. Diehr), которые выработали специальные критерии, применимые для патентования компьютерных программ. До этого времени нельзя говорить о патентовании компьютерных программ в США как об отлаженной процедуре. Одним из последних патентов на компьютерную программу был патент, выданный 6 января № US 9,230,358 B2, которым охраняется метод, система и компьютерная программа визуализации виджетов.
Впервые в США столкнулись с проблемой патентования компьютерных программ в 1972 г. (тогда словосочетание компьютерная программа не использовалось) в деле Gottschalk v. Benson 409 U.S. 63 [en] (1972). Тогда судья Дуглас Дж. признал программу непригодной к патентованию по причине того, что бинарный код, который был формой выражения программы, по мнению судьи, не был «процессом» в понимании Патентного акта США, а был «математической калькуляцией», «чистой математикой» (pure mathematics) и алгоритмом, а потому не подлежит патентованию. Правовой основой для отказа патентования был параграф 101 Раздела 35 (Патенты) Кодекса США (англ. 35 U.S.C.), который указывал, что «каждый, кто изобретет или откроет новый и полезный процесс, механизм, изделие или сочетание веществ … может получить патент …». Этим решением был установлен судебный прецедент запрета патентования компьютерных программ, который просуществовал в США до 1982 г., когда в решении по делу Diamond v. Diehr 450 U.S. 175 [en] (1981) были закреплены критерии, позволяющие патентовать программное обеспечение. В этом деле суд установил критерии, когда патентование компьютерной программы возможно, а именно если будет доказана «конкретность, полезность и практическая ориентированность» её алгоритма или математической формулы. Такое решение суда США имело целью не только позволить патентовать программы для персональных компьютеров, но и не нарушать существующего прецедента на запрет патентования только математического алгоритма как такового. Наверное, это было сделано с учетом темпов развития компьютерных технологий и особого значения патента для компаний, которые проводят исследования.

### ЕС
В ЕС патентование компьютерных программ основано на положении ЕПК, которое было уточнено рядом решений Европейского патентного офиса. В деле T258/03 (Auction method / Hitachi)[en] от 21.04.2004 Апелляционная палата Европейского патентного офиса указала, что ст. 52 (1) и 52 (2) ЕПК не запрещает патентование компьютерных программ, однако не каждое «техническое решение» может быть запатентовано. По мнению представителей патентного офиса, применение «технических средств» для решения проблемы вполне понятно, однако предполагает необходимость дополнения «технического решения» «инновационным». В решении по делу T928/03 или T154/04 от 15.11.2006 указывалось, что компьютерные программы могут быть запатентованы при условии, что они «решают» существующую техническую проблему (как, например, ускорение работы компьютера с помощью улучшенного доступа к памяти), а также имеют «инновационный подход» (innovative step). Аналогичный вывод был сделан по делу T928/03 (Video Game System / Konami), где Апелляционная палата ЕПО признала, что компьютерные программы могут быть запатентованы при условии, что они облегчают работу с компьютером.

## Критика
По мнению противников программных патентов, выигрыш конкретного лица от программного патента несравним с ущербом для общества в целом. Механизм программных патентов критикуется по таким статьям:

### Быстрое устаревание
Компьютерные технологии — отрасль очень молодая. За 20 лет защиты технология успевает устареть и становится практически ненужной. В частности, когда в 2003 году в большинстве стран прошёл срок патента на LZW, за ним осталась только одна ниша — формат GIF, применяемый для коротких анимаций (MNG из-за сложности стандартом не стал).

### Нераскрывание технологий
Патенты изначально были предназначены для того, чтобы стимулировать вывод изобретений из коммерческой тайны. В программных патентах изобретение описывается настолько общими фразами, что по патенту невозможно восстановить принцип действия программы. То есть, технология патентуется, но остаётся засекреченной.

### Защита бизнес-методов и задач
Многие патенты на ПО покрывают не внутреннюю реализацию («как решить задачу»), а постановку задачи или метод ведения дел («как оно выглядит со стороны пользователя»). Другими словами, любой, кто пытается решить задачу (пускай даже иными методами), рискует быть засуженным. В частности:
- Компьютер в автомобильном отсеке для магнитолы (Microsoft).
- Покупки одним щелчком в интернет-магазине (Amazon).
- Плагины браузера — внешние программные модули, умеющие исполнять различные виды медиаконтента (QuickTime, Adobe Flash). Впрочем, для данного патента нашли обходной путь — браузеру достаточно не принимать ввода клавиатурой/мышью, пока пользователь не выделит плагин, щёлкнув по нему.

### Патентованные стандарты
Патентованные программы часто взаимодействуют друг с другом, в том числе через дисковые файлы: например, браузер по своей функциональности должен открывать графические файлы, ремонтный дистрибутив — распространённые файловые системы. Если патентованная технология становится стандартом, нет возможности решить эту задачу более оптимальным способом — решение будет несовместимо со стандартом. Остаётся только реализовывать — и платить патентовладельцам (которые могут не заявлять о своих правах в течение многих лет всеобщего использования технологии, а потом потребовать платы за прошлые нарушения). Примеры:
- Патент Microsoft на FAT.
- Множество патентованных кодеков (MP3, H.264 и другие от MPEG).
- Попытки нескольких компаний собирать отчисления за использование JPEG (см. en:JPEG#Patent_issues)

Даже если непатентованные альтернативы получают всеобщее применение, разработчикам приходится поддерживать сразу несколько форматов — патентованный и свободный. Так, несмотря на постепенное распространение формата PNG со дня стандартизации в 1996 году, внедрение полной поддержки PNG в имевший тогда огромную долю пользователей браузер Internet Explorer заняло больше десяти лет, так что платный GIF с ограниченной при обычном использовании палитрой ещё долго использовался и для статичных изображений.
Если распространение или восстановление данных, сжатых с потерями, требует выплаты отчислений, а оригинал утерян или уничтожен, то использование наиболее качественной из доступных версий данных может оказаться платным до истечения срока охраны патента. Восстановленные же данные будут иметь объём, значительно больший сжатых, но качество будет уже потеряно, а существенно сжать их снова может быть невозможно.

### Малые расходы наосновные фонды
Чтобы реализовать патент, связанный с автомобилями, нужна как минимум линия по производству автомобильных деталей. Чтобы реализовать программный патент, нужен только компьютер. Бюджет многих коммерческих программ не превышает 100 тысяч долларов; opensource-проекты до определённого момента вообще обходятся домашними компьютерами и свободным временем — при таком обороте средств нет возможности платить пошлины и штрафы, а также содержать в штате патентных специалистов.
Поэтому программные патенты часто сравнивают с минным полем, которое крупные компании создают мелким.

### Ограничение прав человека на свободу самовыражения/образование/доступ к информации
В противовес позиции усиления международно-правовой охраны компьютерных программ посредством их патентования можно привести ряд доводов, имеющих этическую и социальную направленность. Наиболее ярким аргументом в поддержку такой точки зрения может служить доклад Специального докладчика ООН Франка Ла Рю перед Комиссией ООН по правам человека, где Франк Ла Рю, в частности, указывает, что государства должны обеспечить гражданам «доступ в Интернет», так как последний является средством реализации свободы убеждения. Посредством Интернета в современном мире каждый человек может реализовать закрепленные в ст. 19 Всеобщей декларации прав человека и ст. 19 Международного пакта о гражданских и политических прав права на свободу убеждений и их свободное самовыражение. Это означает, что, с точки зрения правозащитника, нарушение патентной или иной охраны компьютерной программы и/или иного проприетарного цифрового контента не должно считаться большим преступлением, чем отключение человека от Интернета, так как последний является средством реализации права на свободу самовыражения.

### Отсутствие защиты для изобретателей-одиночек
В распоряжении крупных компаний — огромные патентные портфели, содержащие тысячи программных патентов. Если одиночка отважится засудить компанию, то, скорее всего, она предъявит встречный патентный иск и дело закончится, в лучшем случае, ничем.
Таким образом, программные патенты явно выгодны крупным компаниям: они защищают их от подражателей, но не дают изобретателям-одиночкам защиты от «акул бизнеса». Впрочем, именно в программных патентах лучше всего чувствуют себя патентные тролли — компании, ничего не производящие (и поэтому неуязвимые для встречных патентных исков) и имеющие прибыль за счёт патентных отчислений.

### FUD
Всей этой правовой неопределённостью пользуются патентодержатели, распространяя в адрес непатентованных технологий слухи, что возможны судебные иски. Такой чёрный пиар получил название «страх, неопределённость и сомнение» — fear, uncertainty and doubt.